# Aix (ptaki)
Aix – rodzaj ptaków z podrodziny kaczek w obrębie rodziny kaczkowatych (Anatidae).

## Rozmieszczenie geograficzne
Rodzaj obejmuje gatunki naturalnie występujące w Ameryce Północnej i Azji. W Europie występują ptaki introdukowane, uciekinierzy z niewoli i ich potomkowie.

## Morfologia
Długość ciała 41–54 cm, rozpiętość skrzydeł 68–74 cm; masa ciała samców 544–862 g, samic 428–862 g.

## Systematyka
Rodzaj zdefiniował w 1828 roku zoolog Friedrich Boie w artykule poświęconym uwagom o kilku nowych rodzajów ptaków opublikowanym w czasopiśmie Isis von Oken. Gatunkiem typowym jest (późniejsze oznaczenie) karolinka (A. sponsa).

### Etymologia
- Aix: gr. αιξ aix, αιγος aigos ‘duży, płetwonogi ptak’ wspomniany przez Arystotelesa, którego nadal nie zidentyfikowano, ale przypuszcza się, że jest to mała gęś lub duża kaczka. Według Gessnera (1555), Aldrovandiego (1599–1603) i innych autorów nazwa ta stosowana była również dla czajek z rodzaju Vanellus (por. αιξ aix, αιγος aigos ‘koza’)[9].
- Dendronessa: gr. δενδρον dendron ‘drzewo’; νησσα nēssa ‘kaczka’[10]. Gatunek typowy (oryginalne oznaczenie): Anas galericulata Linnaeus, 1758.
- Lampronessa: gr. λαμπρος lampros ‘jasny, promienny’; νησσα nēssa ‘kaczka’[11]. Gatunek typowy (późniejsze oznaczenie)[12]: Anas sponsa Linnaeus, 1758.

### Podział systematyczny
Do rodzaju należą następujące gatunki:
- Aix galericulata (Linnaeus, 1758) – mandarynka
- Aix sponsa (Linnaeus, 1758) – karolinka